# Erdősmecske
Erdősmecske là một thị trấn thuộc hạt Baranya, Hungary. Thị trấn này có diện tích 26,44 km², dân số năm 2010 là 408 người, mật độ 15 người/km².